# Terziite, Veliko Tărnovo
Terziite (în bulgară Терзиите) este un sat în comuna Veliko Tărnovo, regiunea Veliko Tărnovo,  Bulgaria. 

## Demografie
Componența etnică a satului Terziite
     Bulgari (75%)
     Nicio identificare (25%)
     Altele (0%)
La recensământul din 2011, populația satului Terziite era de 4 locuitori. Din punct de vedere etnic, majoritatea locuitorilor (75%) erau bulgari. Pentru 25% din locuitori nu este cunoscută apartenența etnică.